# Bussunarits-Sarrasquette
Bussunarits-Sarrasquette (tiếng Basque: Duzunaritze-Sarasketa) là một xã thuộc tỉnh Pyrénées-Atlantiques trong vùng Aquitaine ở tây nam nước Pháp. Xã này nằm ở khu vực có độ cao trung bình 288 mét trên mực nước biển.
Xã nằm trong tỉnh cũ Lower Navarre.